# Нагорное (Чечня)
Нагорное (чечен. Iалхан-ХитIи) — село в Грозненском районе Чеченской Республики. Входит в Побединского сельского поселения.

## География

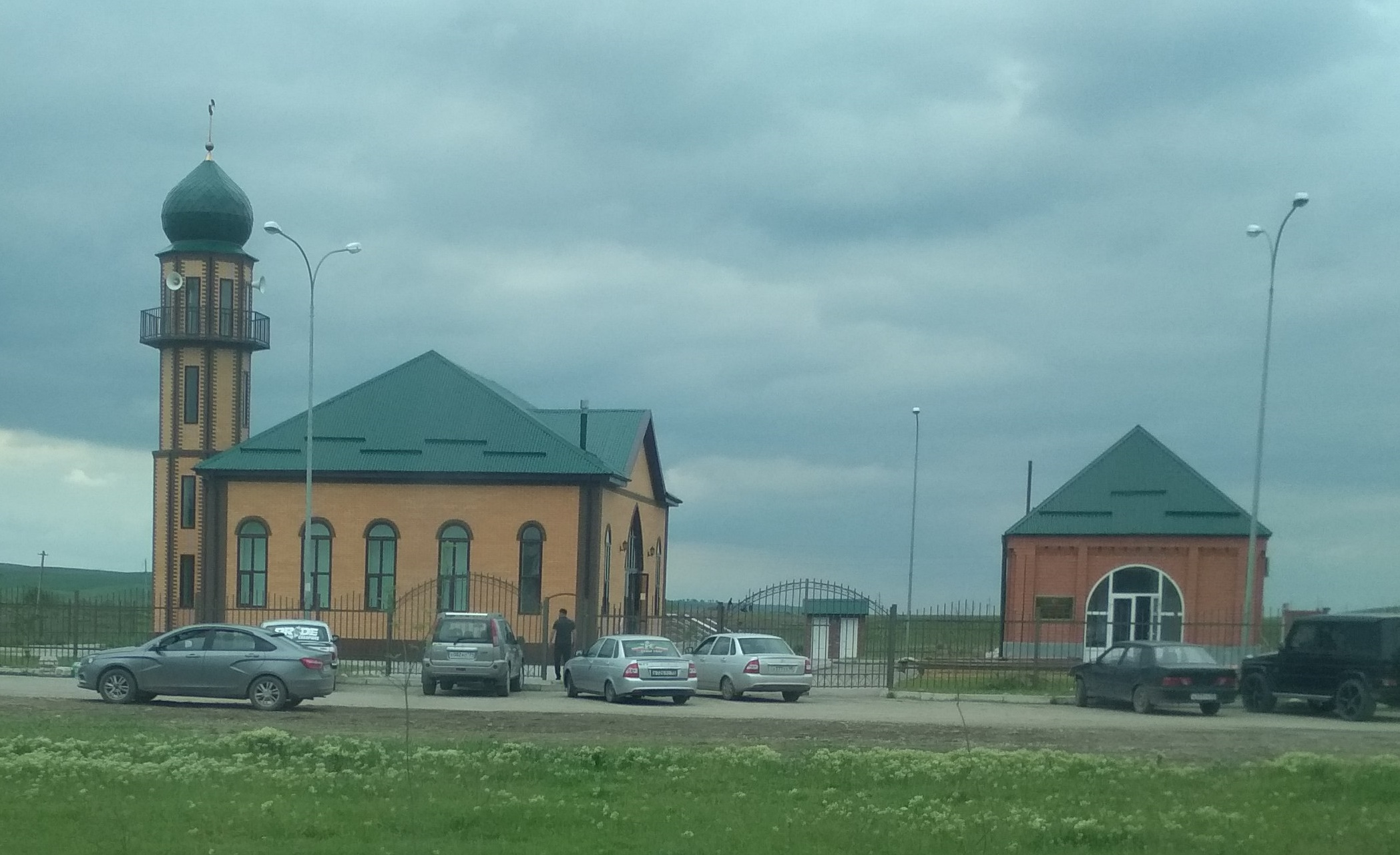
Сельская мечеть

Село расположено в Алханчуртской долине, вдоль региональной автодороге Р-307 «Знаменское — Грозный», в 20 км к западу от центра сельского поселения — Побединское и в 27 км к северо-западу от города Грозный.
Ближайшие населённые пункты: на северо-западе — сёла Горагорск и Майский, на северо-востоке — село Бартхой, на востоке — село Керла-Юрт, на юге — село Серноводское и на юго-западе — город Сунжа.

## История
В 1977 году указом Президиума ВС РСФСР посёлок фермы № 3 совхоза «Грозненский молочный» был переименован в село Нагорное.

## Население
| 1990 | 2002  | 2010  |
| ---- | ----- | ----- |
| 811  | ↗1150 | ↘1081 |

## Образование
- Нагорная муниципальная средняя общеобразовательная школа[8].